# Kraftwagenzug
Kraftwagenzug heißt im österreichischen Verkehrsrecht jede Kombination aus einem Kraftwagen und einem schwereren Anhänger.

## Zum Begriff
Der Kraftwagenzug ist „ein Kraftwagen mit einem Anhänger mit einem höchsten zulässigen Gesamtgewicht von mehr als 750 kg oder mit mehr als einem Anhänger.“ (§ 2 Abs. 1 Z 30 Kraftfahrgesetz i. d. F. 2019).
Die Anhänger über 750 kg sind alle Anhänger außer der EU-Fahrzeugklasse O1 (nach Richtlinie EU/678/2011; leichter Anhänger im KFG §2(1) Z 2).
Nicht als Kraftwagenzug gelten Sattelkraftfahrzeuge (Z 10) und Gelenkkraftfahrzeuge (Z 13) (ebenfalls laut § 2(1) Z 30 KFG).